# Бојкен (Џорџија)
Бојкен (енгл. Boykin) насељено је место без административног статуса у америчкој савезној држави Џорџија.

## Демографија
По попису из 2010. године број становника је 143.
| Група             | 2000.    | 2010.       |
| Белци             | 0 (0,0%) | 107 (74,8%) |
| Афроамериканци    | 0 (0,0%) | 30 (21,0%)  |
| Азијати           | 0 (0,0%) | 0 (0,0%)    |
| Хиспаноамериканци | 0 (0,0%) | 3 (2,1%)    |
| Укупно            | 0        | 143         |